# Liste der Nummer-eins-Hits in Österreich (1983)
Dies ist eine Liste der Nummer-eins-Hits in Österreich im Jahr 1983. Sie basiert auf den Top-20-Single- und Albumlisten der österreichischen Charts. Sie wurden halbmonatlich jeweils am 1. und am 15. jeden Monats veröffentlicht.

## Singles
| ← 1982 ← | Liste der Nummer-eins-Hits in Österreich | Liste der Nummer-eins-Hits in Österreich | Liste der Nummer-eins-Hits in Österreich                                                                    | 1984 →                                                                     |
| \| Zeitraum \| Wo. ges. \| Interpret \| Titel Autor(en) \| Zusätzliche Informationen \| \| (Zeitraum, Wochen auf Platz eins, Interpret, Titel, Autor[en], zusätzliche Informationen) \| \| \| \| \| \| ----------------------------------------------------------------------------------------- \| -------- \| ------------------------- \| ----------------------------------------------------------------------------------------------------------- \| -------------------------------------------------------------------------- \| \| 15. Dezember 1982 – 14. Januar 1983 4 Wochen (insgesamt 6) \| 6 \| Relax \| Weil i di mog Vincent Promo, Karel Řičánek, Peter Bischof-Fallenstein, Peter Volkmann \| – \| \| 15. Januar 1983 – 28. Februar 1983 7 Wochen \| 7 \| Culture Club \| Do You Really Want to Hurt Me Michael Emile Craig, Roy Ernest Hay, Jonathan Aubrey Moss, George Alan O’Dowd \| – \| \| 1. März 1983 – 14. April 1983 6 Wochen \| 6 \| Peter Schilling \| Major Tom (völlig losgelöst) Pierre Schilling \| – \| \| 15. April 1983 – 30. April 1983 2 Wochen \| 2 \| Nena \| 99 Luftballons Musik: Jörn Fahrenkrog-Petersen; Text: Carlo Karges \| – \| \| 1. Mai 1983 – 14. Mai 1983 2 Wochen \| 2 \| Ludwig Hirsch \| Gel’, du magst mi Jerry Leiber, Mike Stoller; deutscher Text: Ludwig Hirsch \| Das Original stammt von Elvis Presley aus dem Jahr 1956 und heißt Love Me. \| \| 15. Mai 1983 – 14. Juni 1983 5 Wochen \| 5 \| Geier Sturzflug \| Bruttosozialprodukt Reinhard Baierle, Friedel Geratsch \| – \| \| 15. Juni 1983 – 14. August 1983 9 Wochen \| 9 \| Tauchen – Prokopetz (DÖF) \| Codo Annette Humpe, Josef Prokopetz, Manfred Tauchen, Georg Januszewski \| – \| \| 15. August 1983 – 30. September 1983 6 Wochen \| 6 \| Mike Oldfield \| Moonlight Shadow Mike Oldfield \| – \| \| 1. Oktober 1983 – 14. Oktober 1983 2 Wochen \| 2 \| Rose Laurens \| Africa Musik: Jean Pierre Goussaud; Text: Jean Michel Bériat \| – \| \| 15. Oktober 1983 – 31. Oktober 1983 3 Wochen \| 3 \| Laid Back \| Sunshine Reggae John Guldberg, Tim Peter Stahl \| – \| \| 1. November 1983 – 14. Dezember 1983 6 Wochen \| 6 \| Gazebo \| I Like Chopin Musik: Pierluigi Giombini; Text: Paul Mazzolini \| – \| \| 15. Dezember 1983 – 31. Dezember 1983 2 Wochen \| 2 \| Mike Oldfield \| Shadow on the Wall Mike Oldfield \| – \| |                                          |                                          | |                                                                            |
| ← 1982 |                                          |                                          | | → 1984 →                                                                   |
| Zeitraum | Wo. ges.                                 | Interpret                                | Titel Autor(en)                                                                                             | Zusätzliche Informationen                                                  |
| (Zeitraum, Wochen auf Platz eins, Interpret, Titel, Autor[en], zusätzliche Informationen) |                                          |                                          | |                                                                            |
| 15. Dezember 1982 – 14. Januar 1983 4 Wochen (insgesamt 6) | 6                                        | Relax                                    | Weil i di mog Vincent Promo, Karel Řičánek, Peter Bischof-Fallenstein, Peter Volkmann                       | –                                                                          |
| 15. Januar 1983 – 28. Februar 1983 7 Wochen | 7                                        | Culture Club                             | Do You Really Want to Hurt Me Michael Emile Craig, Roy Ernest Hay, Jonathan Aubrey Moss, George Alan O’Dowd | –                                                                          |
| 1. März 1983 – 14. April 1983 6 Wochen | 6                                        | Peter Schilling                          | Major Tom (völlig losgelöst) Pierre Schilling                                                               | –                                                                          |
| 15. April 1983 – 30. April 1983 2 Wochen | 2                                        | Nena                                     | 99 Luftballons Musik: Jörn Fahrenkrog-Petersen; Text: Carlo Karges                                          | –                                                                          |
| 1. Mai 1983 – 14. Mai 1983 2 Wochen | 2                                        | Ludwig Hirsch                            | Gel’, du magst mi Jerry Leiber, Mike Stoller; deutscher Text: Ludwig Hirsch                                 | Das Original stammt von Elvis Presley aus dem Jahr 1956 und heißt Love Me. |
| 15. Mai 1983 – 14. Juni 1983 5 Wochen | 5                                        | Geier Sturzflug                          | Bruttosozialprodukt Reinhard Baierle, Friedel Geratsch                                                      | –                                                                          |
| 15. Juni 1983 – 14. August 1983 9 Wochen | 9                                        | Tauchen – Prokopetz (DÖF)                | Codo Annette Humpe, Josef Prokopetz, Manfred Tauchen, Georg Januszewski                                     | –                                                                          |
| 15. August 1983 – 30. September 1983 6 Wochen | 6                                        | Mike Oldfield                            | Moonlight Shadow Mike Oldfield                                                                              | –                                                                          |
| 1. Oktober 1983 – 14. Oktober 1983 2 Wochen | 2                                        | Rose Laurens                             | Africa Musik: Jean Pierre Goussaud; Text: Jean Michel Bériat                                                | –                                                                          |
| 15. Oktober 1983 – 31. Oktober 1983 3 Wochen | 3                                        | Laid Back                                | Sunshine Reggae John Guldberg, Tim Peter Stahl                                                              | –                                                                          |
| 1. November 1983 – 14. Dezember 1983 6 Wochen | 6                                        | Gazebo                                   | I Like Chopin Musik: Pierluigi Giombini; Text: Paul Mazzolini                                               | –                                                                          |
| 15. Dezember 1983 – 31. Dezember 1983 2 Wochen | 2                                        | Mike Oldfield                            | Shadow on the Wall Mike Oldfield                                                                            | –                                                                          |

## Alben
| ← 1982 ← | Liste der Nummer-eins-Alben in Österreich | Liste der Nummer-eins-Alben in Österreich | Liste der Nummer-eins-Alben in Österreich | 1984 →                    |
| \| Zeitraum \| Wo. ges. \| Interpret \| Titel \| Zusätzliche Informationen \| \| (Zeitraum, Wochen auf Platz eins, Interpret, Titel, zusätzliche Informationen) \| \| \| \| \| \| ------------------------------------------------------------------------------ \| -------- \| ------------------------- \| -------------------- \| ------------------------- \| \| 1. Januar 1983 – 14. Januar 1983 2 Wochen \| 2 \| Peter Hofmann \| Rock Classics \| – \| \| 15. Januar 1983 – 28. Februar 1983 7 Wochen \| 7 \| Andy Borg \| Adios amor \| – \| \| 1. März 1983 – 30. April 1983 8 Wochen (insgesamt 10) \| 10 \| Nena \| Nena \| – \| \| 1. Mai 1983 – 14. Juni 1983 7 Wochen \| 7 \| Wolfgang Ambros \| Der letzte Tanz \| – \| \| 15. Juni 1983 – 30. Juni 1983 2 Wochen (insgesamt 10) \| 10 \| Nena \| Nena \| – \| \| 1. Juli 1983 – 14. Oktober 1983 15 Wochen \| 15 \| Tauchen – Prokopetz (DÖF) \| DÖF \| – \| \| 15. Oktober 1983 – 14. November 1983 5 Wochen (insgesamt 7) \| 7 \| (Soundtrack) \| Flashdance \| – \| \| 15. November 1983 – 14. Dezember 1983 4 Wochen \| 4 \| Die Bambis \| Ihre größten Erfolge \| – \| \| 15. Dezember 1983 – 31. Dezember 1983 2 Wochen (insgesamt 7) \| 7 \| (Soundtrack) \| Flashdance \| – \| |                                           |                                           |                                           |                           |
| ← 1982 |                                           |                                           |                                           | → 1984 →                  |
| Zeitraum | Wo. ges.                                  | Interpret                                 | Titel                                     | Zusätzliche Informationen |
| (Zeitraum, Wochen auf Platz eins, Interpret, Titel, zusätzliche Informationen) |                                           |                                           |                                           |                           |
| 1. Januar 1983 – 14. Januar 1983 2 Wochen | 2                                         | Peter Hofmann                             | Rock Classics                             | –                         |
| 15. Januar 1983 – 28. Februar 1983 7 Wochen | 7                                         | Andy Borg                                 | Adios amor                                | –                         |
| 1. März 1983 – 30. April 1983 8 Wochen (insgesamt 10) | 10                                        | Nena                                      | Nena                                      | –                         |
| 1. Mai 1983 – 14. Juni 1983 7 Wochen | 7                                         | Wolfgang Ambros                           | Der letzte Tanz                           | –                         |
| 15. Juni 1983 – 30. Juni 1983 2 Wochen (insgesamt 10) | 10                                        | Nena                                      | Nena                                      | –                         |
| 1. Juli 1983 – 14. Oktober 1983 15 Wochen | 15                                        | Tauchen – Prokopetz (DÖF)                 | DÖF                                       | –                         |
| 15. Oktober 1983 – 14. November 1983 5 Wochen (insgesamt 7) | 7                                         | (Soundtrack)                              | Flashdance                                | –                         |
| 15. November 1983 – 14. Dezember 1983 4 Wochen | 4                                         | Die Bambis                                | Ihre größten Erfolge                      | –                         |
| 15. Dezember 1983 – 31. Dezember 1983 2 Wochen (insgesamt 7) | 7                                         | (Soundtrack)                              | Flashdance                                | –                         |